# ستيفن باريت
ستيفن باريت (بالإنجليزية: Stephen Barrett)‏ هو قاضي وسياسي أيرلندي، ولد في 26 ديسمبر 1913، وتوفي في 8 سبتمبر 1976.

## مناصب
- في انتخابات تكميلية، انتخب نائب دييل عن دائرة Cork Borough (Dáil constituency) [الإنجليزية]‏ وقد انضم خلال فترته النيابية ‏ (3 مارس 1954 – 23 أبريل 1954)  للكتلة البرلمانية فاين جايل.
- في 1954 Irish general election [الإنجليزية]‏، انتخب نائب دييل عن دائرة Cork Borough (Dáil constituency) [الإنجليزية]‏ وقد انضم خلال فترته النيابية ‏ (2 يونيو 1954 – 13 ديسمبر 1956)  للكتلة البرلمانية فاين جايل.
- في الانتخابات العمومية الإيرلندية 1957 [الإنجليزية]‏، انتخب نائب دييل عن دائرة Cork Borough (Dáil constituency) [الإنجليزية]‏ وقد انضم خلال فترته النيابية ‏ (20 مارس 1957 – 1 سبتمبر 1961)  للكتلة البرلمانية فاين جايل.
- في الانتخابات العمومية الإيرلندية 1961 [الإنجليزية]‏، انتخب نائب دييل عن دائرة Cork Borough (Dáil constituency) [الإنجليزية]‏ وقد انضم خلال فترته النيابية ‏ (11 أكتوبر 1961 – 11 مارس 1965)  للكتلة البرلمانية فاين جايل.
- في الانتخابات العمومية الإيرلندية 1965 [الإنجليزية]‏، انتخب نائب دييل عن دائرة Cork Borough (Dáil constituency) [الإنجليزية]‏ وقد انضم خلال فترته النيابية ‏ (21 أبريل 1965 – 21 مايو 1969)  للكتلة البرلمانية فاين جايل.